# Латышев, Анатолий Иванович
Анатолий Иванович Латышев (1926, Москва — 1982) — советский самбист, чемпион и призёр чемпионатов СССР, мастер спорта СССР. Увлёкся борьбой в 1940 году. Первое время тренировался в обществе «Крылья Советов». С 1946 года выступал за «Динамо» (Москва). Участник Великой Отечественной войны.

## Спортивные результаты
- Чемпионат СССР по самбо 1950 года — ;
- Чемпионат СССР по самбо 1951 года — ;
- Чемпионат СССР по самбо 1952 года — ;
- Чемпионат СССР по самбо 1954 года — ;
- Чемпионат СССР по самбо 1955 года — ;

## Награды
- Медаль «За отвагу» (22 мая 1945 года);
- Орден Отечественной войны II степени (6 апреля 1985 года).

## Семья
Брат Латышев, Илья Иванович (?-1991) — советский самбист, чемпион и призёр чемпионатов СССР, Заслуженный тренер РСФСР, судья всесоюзной категории.